# Abgang (Wein)
Abgang  (auch Finale) nennt man die Nachhaltigkeit der Geschmacks- und Aromastoffe, die ein Nahrungsmittel nach dem Schlucken am Gaumen hinterlässt. Vom Abgang ist vor allem bei Wein die Rede. Dieser Nachgeschmack ist ein bedeutender Hinweis auf die Qualität eines Weines: je anhaltender, desto besser. Der Begriff gilt jedoch unter Sommeliers wegen der Vorsilbe ab als sehr negativ. In der Weinsprache wird daher lieber das Wort Nachhall oder Finale verwendet. 
Bei raschem Abklingen spricht man von einem kurzen oder abrupten Abgang, bei anhaltendem von einem langen Abgang. 
Zusammen mit dem Duft, der Säure, dem Gerbstoff und den vielfältigen Aromen ergeben Weine zum Teil einen minutenlangen, ausgeprägten, der Rebsorte und der Kellertechnik entsprechenden Abgang.